# CSI:サイバー
『CSI:サイバー』（英語: CSI: Cyber） は、2015年3月4日から2016年3月13日までCBS系列で放送されていたアメリカ合衆国のテレビドラマ（海外ドラマ）シリーズ。全2シーズン。『CSI:科学捜査班』のスピンオフ作品であり、連邦捜査局本部のサイバー犯罪部門に焦点があてられたドラマである。日本では、WOWOWが1シーズン遅れ、AXNが2年遅れ、そしてBS12が6年遅れで放送。

## 解説
製作総指揮はCSIシリーズ4作共通のジェリー・ブラッカイマー。主題歌はザ・フーが歌う「I Can See for Miles」。ザ・フーは他3作でも主題歌を歌っている（曲は異なる）。
シリーズの特徴としては、一番の違いとしてこれまでの3シリーズと異なり警察内のCSI（科学捜査班）ではなくFBIが舞台であること、そして事件が起きれば全米各地へ飛ぶことが挙げられる。2015年9月でオリジナルシリーズが終了してしまったため、2016年1月現在本作が唯一現行で放送されているCSIシリーズとなっていたが、視聴率が伸び悩んだことから2016年3月の第2シーズンでキャンセルとなり、これによって『CSI:科学捜査班』から16年間続いてきたCSI:シリーズ一旦が終焉を迎える事となった。その後、2021年10月から新シリーズ『CSI:ベガス』が放送開始され、シーズン2の製作も発表された。

## 登場人物

### サイバー犯罪部門
エイヴリー・ライアン
演 - パトリシア・アークエット、日本語吹替 - 松本梨香 / 林原めぐみ
FBIのサイバー犯罪部門主任で、心理学にも明るい。元は臨床心理士だったが、自身のパソコンがハッキングされそれにより患者が殺され、死の真相を追うためFBIの捜査官になった。『CSI:科学捜査班』にも幾度か登場している。第2シーズンでは、退任したシフターの後任として副長官を兼務。
イライジャ・ムンド
演 - ジェームズ・ヴァン・ダー・ビーク、日本語吹替 - 小松史法
元海軍兵士。私生活では離婚歴がある。
ダニエル・クラミッツ
演 - チャーリー・クーンツ、日本語吹替 - 丸山壮史
チームの一人。技術分野には明るいが、内向的な人物でもある。凶悪犯に両親を射殺された過去を持つ。CSIに編入される以前は、郵便係であったが、エイヴリーによって抜擢された。
ソースの解析や壊れたデバイスの修復などソフト、ハード両面に詳しい。正規のFBI捜査官として訓練も受けており、外に出て捜査に当たることもあり射撃の腕も悪くない。
レイヴン・ラミレス
演 - ヘイリー・キヨコ、日本語吹替 - 藤村歩
チームの新顔でブロディと同じく元ブラックハッカー。小さい頃にいじめに遭い、それで誰も信用できず孤立しブラックハッカーになった。ニューハンプシャー州の全電力網をダウンさせた罪で逮捕され、現在に至る。更正プログラムが廃止になったことから一旦はFBIを離れるが、最終回の後日談ではアドバイザーとして復職している。
ブロディ・ネルソン
演 - シャド・モス、日本語吹替 - 杉山大
チームの新顔。元はクエスト（Qu35t）と言う名のブラックハッカーで、証券取引所へのハッキングにより逮捕された後、裁判所命令でFBIサイバー犯罪課への協力を命ぜられる。派手な色のシャツとベストが特徴。実はクモが苦手。かつては、ネルソン及びレイヴンの前にもトービンという元ブラックハッカーをエイブリーが採用していたが、FBIの機密情報をディープウェブ経由で犯罪者に売ろうとして逮捕されている。しかし、第2シーズンラストで自分の逮捕手段が不当であったことの証拠を見つけ、FBIを相手取り訴訟を起こすが、逆にFBI側がネルソンに関する全ての訴訟を取り下げ犯歴も抹消。しかし、これが元でいわゆるエイブリーの更正プログラムは廃止されることになった。最終回の後日談では、アカデミーを卒業して正式にFBI捜査官になっている。
D・B・ラッセル
演 - テッド・ダンソン、日本語吹替 - 樋浦勉
元ラスベガスCSI主任。第2シーズンのみレギュラー出演。

### FBI関係者
サイモン・シフター
演 - ピーター・マクニコル、日本語吹替 - 江原正士
FBIの副長官で、エイヴリーの上司にあたる。エイヴリーは上司の存在を不要と見ており、シフターをわずらわしく思っていた。
制作上の都合から第1シーズンのみの出演となった。

## エピソード一覧
| シーズン | エピソード | 米国での放送日               | 米国での放送日               |
| シーズン | エピソード | 初回                         | 最終回                       |
| -------- | ---------- | ---------------------------- | ---------------------------- |
| Pilot    | 1          | 2015年3月4日                 | 2015年5月13日                |
| 1        | 13         | 2015年3月4日                 | 2015年5月13日                |
| 2        | 18         | 2015年10月4日                | 2016年3月13日                |
| トータル | 31         | 2015年3月4日 – 2016年3月13日 | 2015年3月4日 – 2016年3月13日 |

## 日本語製作版スタッフ
- 制作：株式会社KADOKAWA
- 翻訳：瀬尾友子
- 演出：安江誠
- 調整：吉岡拓真
- 効果：リレーション
- 制作協力：グロービジョン

## 放送局
| シーズン   | CBS                           | WOWOW                      |
| ---------- | ----------------------------- | -------------------------- |
| シーズン 1 | 2015年3月4日 - 2015年5月13日  | 2015年11月14日 - 2016年2月 |
| シーズン 2 | 2015年10月4日 - 2016年3月13日 | 2016年11月5日 -            |

## オンライン配信
日本語版・字幕版
Hulu にて、第1シーズンから第2シーズンまで配信。
U-NEXT にて、2024年1月17日より第1シーズンから第2シーズンまでの配信が開始。